# Valle di Locana
Het Valle di Locana (ook Valle dell'Orco genoemd) is een Italiaans bergdal in de regio Piëmont (provincie Turijn). Het 50 kilometer lange dal is uitgesleten door de rivier de Orco die ontspringt op de Col di Nivolet. 
Ten noorden strekt zich het Nationaal park Gran Paradiso uit. Het is in 1922 opgericht en daarmee het oudste nationale park van Italië. De Gran Paradiso (4061 m) is de hoogste, geheel in Italië gelegen berg. De zijdalen Valle di Piantonerro en Val d'Eugio liggen geheel in het beschermde gebied evenals het hoogste deel van het Val Soana. Deze laatste is het belangrijkste zijdal van het Valle di Locana. In de plaatsen Noasca, Locana en Ceresole Reale zijn bezoekerscentra ingericht. 
Het Valle di Locana opent zich bij de stad Cuorgnè dat in de heuvelachtige streek Canavese ligt. Grote plaatsen zijn er in de vallei niet te vinden. Het grootst is Locana dat nog geen 2000 inwoners telt. 's Zomers groeit Ceresole Reale (200 inwoners) uit tot de drukste plaats van het dal. Hier zijn aan het gelijknamige stuwmeer enkele campings en tal van hotels te vinden. Voorbij Ceresole Reale voert een weg omhoog naar de 2612 meter hoge Col di Nivolet. Onderweg worden twee stuwmeren en vele kleine bergmeren gepasseerd.  

## Belangrijkste plaatsen
- Cuorgnè (10.037 inw.)
- Locana (1806 inw.)
- Ceresole Reale (158 inw.)

## Hoogste bergtoppen
- Gran Paradiso (4061 m)
- Levanna Centrale (3619 m)
- Punta di Galisia (3346 m)
- Rosa dei Banchi (3164 m)